# Odsiecz (zespół muzyczny)
Odsiecz – polski zespół muzyczny grający muzykę w nurcie street punk. Grupa pochodzi z Łodzi. Została założona w 2012 r. Wydała jeden studyjny album muzyczny w 2014 r. przy współpracy z wytwórnią Olifant Records. Jej utwory znalazły się także na składankach publikowanych przez to wydawnictwo.

## Historia
Zespół muzyczny Odsiecz został założony w 2012 r.. Formacja pochodzi z Łodzi i Opoczna. Nazwa własna zespołu – Odsiecz – została przyjęta, jak wyjaśniają muzycy w jednym z wywiadów – podczas pijackiego bólu głowy, a nie jako przejaw starannie podjętej decyzji. Muzycy nie przywiązują do niej specjalnie wielkiej wagi i znajduje się ona dla nich na drugim planie. Zdecydowanie ważniejsza dla nich jest ich twórczość.
Początki zespołu to nagranie utworu na składankę Polska gol vol. 2. Pomysł wyszedł od Harcyka (Harcu), który zaproponował to Korusiowi. Do tego pierwszego składu dołączył także Misiek na perkusję oraz Szymek (Sajmon) jako wokalista i tak powstały pierwsze nagrania, w tym utwór muzyczny, który znalazł się na wymienionej kompilacji. Jednak Misiek, który uczestniczył ówcześnie w innych projektach muzycznych, zrezygnował z grania w tej kapeli. Przez pewien czas próby były prowadzone jako trio, a zespół intensywnie poszukiwał perkusisty. Kiedy udało się do składu zwerbować Kwiatka, próby zaczęły odbywać się w stałym i kompletnym składzie. Udało się również spontanicznie wystąpić grupie na swoim pierwszym koncercie, na którym publiczność dobrze przyjęła zespół. Kapela w repertuarze miała wówczas i zaprezentowała tylko jeden utwór własny i kilka coverów.
Przez kolejne dwa lata kapela w ramach swojej działalności koncertowała. W tym czasie miała okazję wystąpić na jednej scenie razem z takimi zespołami jak Histerya, Szewska Pasja, The Sandals, Kontroler, Bałagan, Morszczuk, Blitzed, ADHD Syndrom, Rewizja, Pils, Punkrockgang i wieloma innymi. W tym początkowym okresie były to koncerty w Łodzi, a także poza nią, przykładowo w Bielsku Podlaskim, Tychach, Poznaniu, Opocznie i innych.
W dniach od 22 do 23 marca 2014 r. zespół nagrał materiał do debiutanckiego wydawnictwa, które zostało wydane przez wytwórnię muzyczną Olifant Records z Gdańska. Nagrań dokonano w sali prób „Gniazdo” mieszczącej się w Łodzi. Album otrzymał tytuł „Sobą Być” i został opublikowany jeszcze w tym samym, 2014 r.. 
Przykładowe koncerty, na których Odsiecz występowała, oraz pozostali wykonawcy muzyczni, z którymi formacja miała okazję grać na jednej scenie:
- 2012-12-01: Tychy, Tawerna Pod Różą Wiatrów, „Komercha Punk Show”, pozostali wykonawcy – Pils, Punkrockgang[14]
- 2013-11-23: Bielsk Podlaski, pozostali wykonawcy – Blitzed, Divine Weep[15]
- 2015-10-17: Bielsk Podlaski, Pub Blues, pozostali wykonawcy – The Junkers, Kuba Rozpruwacz[15][16]
- 2016-05-07: Łódź, „Jebudu Fest!!!”, pozostali wykonawcy – Rewizja, Hot Shot Sound[15]
- 2016-11-05: Bielsk Podlaski, pozostali wykonawcy – Niters, The Trolls, Awantura[15]
- 2017-01-07: Łódź, pozostali wykonawcy – Skunx, Szewska Pasja[15].

## Skład i powiązania
Członkami zespołu Odsiecz są osoby o następujących pseudonimach: Harcu, Khaftu, Koruś, Sajmon. Ich funkcja w zespole i instrument muzyczny, na którym grają poszczególni muzycy, są następujące:
- Harcu: basista (gitara basowa), wokal w tle[2][18][19][20] (Harcyk[7])
- Khaftu: perkusista (perkusja)[2][18][19][21] (Kwiatek[7], Kfiatek[2])
- Koruś: gitarzysta (gitara), wokal w tle[2][7][18][19][22]
- Sajmon: wokal[2][18][19][23] (Szymon[2], Szymek[7]).

Początkowo w skład zespołu wszedł na perkusję Misiek, ale stosunkowo szybko zrezygnował z udziału w projekcie. Oprócz muzyków wchodzących w skład formacji, w niektórych utworach, w chórkach występuje gościnnie kilka osób spoza zespołu.
Sajmon miał okazję gościnnie współpracować z zespołem Kill The Rich przy pracy nad materiałem do albumu „Wredne Chuje”. Na okładce wydanej płyty muzycy przekazują pozdrowienia zaprzyjaźnionym wykonawcom muzycznym, wśród których znajdują się następujące zespoły: Skunx, Rewizja, Kuba Rozpruwacz, Morszczuk, Kontroler, The Sandals i inne.
Niektóre źródła podają także inne powiązania, ale bez szczegółów. Mianowicie w tym kontekście wymieniane są wykonawcy: Banda Whysego, Roman Tiko. Jak wynika z jednego z wywiadów w tych projektach uczestniczył wyżej wspominany Misiek.
Bliżej nieokreśleni muzycy z zespołu Odsiecz wyemigrowali do Londynu, gdzie założyli razem z innymi Polakami, zespół SickBoy. W jego składzie mieli się znaleźć także muzycy Rewizji czy ADHD Syndrom.

## Twórczość i opinie
Muzyka tworzona i prezentowana przez zespół zaliczana jest do gatunku muzycznego jakim jest rock, w szczególności zaś twórczość ta zdecydowania postrzegana jest jako przynależna do nurtu street punk / oi!. Styl muzyki prezentowanej przez formację określany jest jako „czysty oi! punk”. Część utworów pod względem kompozycji utrzymana jest w bardzo melodyjnych brzmieniach, ale część to ostrzejsze, bardziej agresywne kawałki. Natomiast pod względem tekstów utworów to mamy do czynienia z klasyką gatunku i tematów typowych dla street punk / oi! muzyki. Są więc podjęte przez artystów takie tematy jak między innymi siła i pewność siebie, picie alkoholu, przeciwstawienie się policji, życie, robotniczy etos, ojczyzna, ulica, przedmieścia, fałsz polityki, piłka nożna, oraz sam punk rock i oi!. Przy tym poziom samych kompozycji – które choć nie prezentują specjalnych, odkrywczych pomysłów – jak i ich wykonanie, w opiniach oraz komentarzach uznawane są za takie, które prezentują dobry poziom twórczości muzycznej. Zwraca się przy tym uwagę na to, iż twórczość ta zawiera wszystko co lubią fani i miłośnicy street punk / oi!. Poza tym pozytywnie oceniane są także występy zespołu na żywo podczas koncertów, na których grupa także prezentuje się bardzo dobrze.
Zespół Odsiecz porównywany bywa do takich polskich kapel jak The Sandals czy Bachor, albo do nieco ostrzejszego Contra Boys.

## Autorstwo i covery
Większość utworów w repertuarze grupy to kompozycje muzyczne całego zespołu Odsiecz. Jeśli zaś chodzi o teksty piosenek do nich to ich autorami są Harcu oraz Sajmon. Oprócz piosenek własnych stworzonych przez formację w repertuarze znajdują się także covery. Są to własne aranżacje utworów innych wykonawców muzycznych. Takimi utworami są: „Obraz po rewolucji”, którego autorem zarówno w zakresie muzyki jaki tekstu jest Oiek – zespół Morda w Kubeł, oraz „Kto powiedział, że oi! nie żyje?” pochodzący z repertuaru zespołu The Gits. Poza tym zespół wykonywał na koncertach także inne covery.

## Dyskografia
Albumy muzyczne zespołu Odsiecz:
- „Sobą Być”: 2014 r., wydawca – Olifant Records (identyfikator albumu – 080, OR-CD 080), nośnik danych – jedna płyta kompaktowa[4][5][6][11][31][34][35].

Składanki, kompilacje, w ramach których zamieszczono minimum jeden utwór muzyczny zespołu Odsiecz:
- „Polska gol vol. 2”: 2012 r., wydawca – Olifant Records (identyfikator albumu – OR065CD, Olifant Records 065), nośnik danych – jedna płyta kompaktowa, dwie wersje wydania[6][8][38][39][40][41][42][43]
- „Świeża Krew Volume 2”: 2014 r., wydawca – Olifant Records (identyfikator albumu – 078), nośnik danych – dwie płyty kompaktowe[6][44][45][46][47].